# Eskalationsdominanz
Eskalationsdominanz ist ein Begriff aus der Konfliktforschung und militärisch-strategischen Überlegungen und bezeichnet die „Fähigkeit, Zeit und Grad der militärischen Verschärfung eines Konflikts zu bestimmen“.

## Geschichte
Das Konzept der Eskalationsdominanz wurde von Herman Kahn aufgestellt und von Henry Kissinger in seinem Buch Nuclear Weapons and Foreign Policy von 1957 weiterentwickelt. Die beiden Autoren forderten, dass die USA auf jeden Schritt einer feindlichen Macht mit einer Eskalation auf einer höheren Stufenleiter antworten sollten, um so jede Hoffnung dieser Macht zunichtezumachen, dass sie ihre Kriegsziele erreichen könne.
Eine solche Eskalationsleiter könnte etwa wie folgt aussehen:
1. Verdeckte Intervention
2. Offene Intervention
3. Bewaffnete Intervention mit Streitkräften
4. Begrenzter konventioneller Krieg
5. Ausgewachsener konventioneller Krieg
6. Abwurf von Atomwaffen über einem unbewohnten Gebiet als Warnung
7. Begrenzter Atomkrieg an einem Ort mit taktischen Atomwaffen
8. Langwieriger Atomkrieg an mehreren Orten mit taktischen Atomwaffen
9. Enthauptungsschlag gegen das feindliche Oberkommando
10. Präemptivschlag als Atomkrieg mit allen zur Verfügung stehenden strategischen Waffen

Die Sowjetunion hielt jeden Versuch der Lokalisierung eines Atomkriegs für aussichtslos und reagierte mit der Ankündigung, dass auch der Einsatz von taktischen Atomwaffen gegen die eigenen Streitkräfte mit einem Gegenschlag mit strategischen Waffen beantwortet werden könne. Das Konzept verlor zwischenzeitlich an Bedeutung.

## Weitere Verwendung
Der Begriff findet sich auch noch nach der Auflösung der Sowjetunion in der Diskussion um die Beendigung des sogenannten Gleichgewicht des Schreckens und der Abkehr von der MAD-Doktrin („MAD“: engl. mutually assured destruction, „wechselseitig zugesicherte Zerstörung“) als Befürchtung Russlands vor einer militärischen Überlegenheit der USA.
2012 weist der damalige Vorsitzende des Auswärtigen Ausschusses im deutschen Bundestag, Ruprecht Polenz (CDU), im Zusammenhang mit der israelischen Offensive im Gazastreifen („Operation Wolkensäule“) darauf hin, dass Israel diese hier für sich beanspruche.
Im Herbst 2014 wurde in einem Hörfunk-Interview von dem Politikwissenschaftler Andrew Denison für den raschen Vormarsch des IS im Irak die Eigenschaft den USA zugeschrieben.
2015 tauchte der Begriff in der Rezeption zum zweiten Minsker Abkommen im Zusammenhang mit dem Krieg in der Ukraine seit 2014 auf, hier wurde die Eskalationsdominanz Russland zugeschrieben.